# Mass Effect: Paragon Lost
«Mass Effect: Paragon Lost» Масу ефекуто ～ ушінаваре та параґон (яп. マスエフェクト～失われたパラゴン) — аніме-фільм спільного виробництва США, Канади та Японії, супутній до відеогри Mass Effect 2. Над сценарієм працювали американські та канадські студії Electronic Arts і BioWare. Анімацією ж зайнялась японська студія Production I.G. У ролі режисера виступив Такеучі Ацуші, а композитором Девід Кейтс та Джошуа Мослі.
Даний фільм виступає приквелом до гри Mass Effect 3. Вихід відбувся 28 грудня 2012 року. Українською відомий як «Mass Effect: Згуба Параґону» (параґон — взірець, зразок для наслідування).

## Сюжет
Mass Effect: Paragon Lost є приквелом до гри Mass Effect 3. У центрі сюжету — початок кар'єри офіцера Альянсу Джеймса Веґи. Джеймс приходить в елітний загін морської піхоти Альянсу на початку боротьби з таємничою загрозою, відомою як Колекціонери. Перебуваючи на службі у віддаленій зоряній системі, Веґа і його напарники повинні за всяку ціну захистити жителів колонії від вторгнення невідомих іншопланетян, які намагаються викрасти людей.
Загін піхоти готується до нового завдання, деталі якого командування чомусь довго не повідомляє. Перед самими вильотом вони дізнаються, що на колонію Альянсу Систем Фел Прайм, де виробляються ліки, напали крогани з «кривавої зграї». Колоністи самотужки безуспішно обороняються і здають позиції, але саме прибувають десантні човники. Та на підльоті кілька човників збивають, один з них падає на віддалі від міста. Крогани з найманцями-ворка розшукують вцілих аби добити. Джеймс Веґа організовує оборону і розподіляє завдання й припаси. Сам Веґа приймає виклик ватажка кроганів Арчука, поки інші бійці влаштовують засідку на ворка. Врешті завдяки Везі загін здобуває перемогу, снайпер Мілкі застрелює Арчука, а крогана Бруда захоплюють в полон. Командування доручає лишитися в колонії для подальшого забезпечення порядку.
Минає два роки, на колонію привозять вантаж зі зброєю і генераторами щитів. Колоністам це здається марним, оскільки вже два роки ніхто не нападав на них. Несподівано в руїнах біля міста виникає джерело перешкод, яке глушить всі комунікації. Веґа, асарі Трія і кілька бійців вирушаєють туди і знаходить дивний артефакт, який снайпер знищує, вважажючи джерелом загрози. Трія виходить на зв'язок з Ліарою Т'Соні, яка вважає, що артефакт був пов'язаний із Женцями. Несподівано зв'язок переривається і на планету прибуває корабель Колекціонерів, випускаючи хмару дронів, котрі паралізують колоністів.
Веґа зі своїм загоном підбирається до міста і дістається до гармати. Він приймає рішення не чекати поки вона зарядиться, а вистрілити в половину потужності. Постріл з неї по кораблю Колекціонерів не шкодить йому, а тільки привертає увагу. Група змушена ховатися в медичних лабораторіях, Ессекс лишається прикривати відступ, поки його не паралізують дрони. Втікачі знаходить вцілілого вченого Месснера і планують дійти до шаттлів, та корабель Колекціонерів розстрілює весь транспорт. Переглядаючи журнал записів колонії, група виявляє, що серед них є шпигун організації «Цербер», а в лабораторіях розроблявся антидот від отрути Колекціонерів. Викритий зрадник Месснер розповідає, що забране Колекціонерами вже не повернути. Щось починає пробиватися знизу, причиною виявляється кроган Бруд, захоплений два роки тому. Він пропонує випустити його в обмін на допомогу і корабель, досі схований за містом. Паралізованого Ессекса лікують розробленим антидотом, відбиваючись від ворогів.
Вибравшись з міста, група ремонтує корабель Бруда і переслідує корабель прибульців, що готується до зльоту. В ході цього гине Нікі, убитий преторіанцем Колекціонерів. Бруд іде на таран, та Месснер вчиняє саботаж. Веґа опиняється в полоні і його поміщають до кокона, як і всіх людей, та йому вдається втекти. Месснер розкриває, що приманив Колекціонерів на Фел Прайм з метою вивчити їх і зібрана інформація виправдовує втрату всього населення. Під час чергового нападу Бруд гине, але передає Везі свої боєзапаси. Колекціонери розстрілюють планету, знищуючи всі сліди своєї присутності.
Трія та Месснер відшукують сховище знань протеанів, з якого асарі отримує видіння атаки в минулому на Фел Прайм Женців. Вона бачить як Женці перетворили протеанів на Колекціонерів і з'ясовує для чого тим люди — з них будується новий Жнець. Трію з Месснером схоплюють Колекціонери, з яких Месснер насміхається і кидає Трію до кокона, запізно помітивши, що вона вихопила всі його записи. В цю мить туди ж прибуває Веґа і пробиває обшивку, через що Трія опиняється у відкритому космосі.
Корабель і кокон Трії починають падати на Фел Прайм. Всіх полонених колоністів вдається визволити, а Месснер намагається обдурити Вегу та втікти з ним, говорячи про цінність добутих знань. Трія виходить на зв'язок зі словами, що дані в неї. Вона радить забути про неї, натомість потурбуватися про колоністів і попередити Раду Цитаделі. Веґа з Мілкі дістаються до корабля Бруда, щоб забрати всіх людей, але Веґа обирає спершу врятувати Трію, перехоплюючи управління кораблем у Мілкі. Він підбирає кокон, та не встигає повернутися за колоністами, корабель Колекціонерів падає на планету, всі на борту гинуть.
Командування нагороджує Вегу за добуті відомості та залучає до програми N7. Йому випадає нагода служити із самим Джоном Шепардом, однак Веґа не вважає себе героєм, достойним такої поваги. Він прибуває на Фел Прайм з Трією і Мілкі, де ведуться відновлювальні роботи. Знайшовши іграшку дівчинки Ейпріл, яка загинула з іншими колоністами, Веґа у відчаї падає на землю. Він клянеться зробити все можливе, щоб загиблі не були забуті. Трія запитує Веґу, чому він вибрав її. Той відповідає: «Я вчинив тоді так, як вважав за потрібне. Зараз я не знаю». За мить він додає: «Але я радий, що ти тут».

## Персонажі
- Лейтенант Веґа (англ. Lieutenant Vega): Озвучує — Фредді Принц-молодший
- Трія (англ. Treeya): Озвучує — Моніка Райал
- Месснер (англ. Messner): Озвучує — Вік Міґнонґа
- Мілкі (англ. Milque): Озвучує — Тодд Гейберкорн
- Ніккі (англ. Nicky): Озвучує — Джош Ґріл
- Бруд (англ. Brood): Озвучує — Джастін Кук
- Мейсон (англ. Mason): Озвучує — Марк Свінт
- Адмірал Хеккет (англ. Admiral Hackett): Озвучує — Брюс Кері
- Ейпріл (англ. April): Озвучує — Джад Сакстон
- Крістін  (англ. Christine): Озвучує — Кара Едвардс

## Саундтрек
Музику написали Джошуа Р. Мослі та Девід Кейтс. Кейтс раніше працював над саундтреком до Mass Effect і Mass Effect 2.
| Mass Effect: Paragon Lost Original Motion Picture Soundtrack | Mass Effect: Paragon Lost Original Motion Picture Soundtrack | Mass Effect: Paragon Lost Original Motion Picture Soundtrack | Mass Effect: Paragon Lost Original Motion Picture Soundtrack |
| #                                                            | Назва                                                        | Автор музики                                                 | Тривалість                                                   |
| ------------------------------------------------------------ | ------------------------------------------------------------ | ------------------------------------------------------------ | ------------------------------------------------------------ |
| 1.                                                           | «Paragon Lost - Main Tile»                                   | Джошуа Мослі & Девід Кейтс                                   | 0:50                                                         |
| 2.                                                           | «Alliance Marines»                                           | Джошуа Мослі & Девід Кейтс                                   | 2:18                                                         |
| 3.                                                           | «Krogan Battle»                                              | Джошуа Мослі & Девід Кейтс                                   | 4:04                                                         |
| 4.                                                           | «Execution»                                                  | Джошуа Мослі & Девід Кейтс                                   | 0:51                                                         |
| 5.                                                           | «Wreckage»                                                   | Джошуа Мослі & Девід Кейтс                                   | 2:26                                                         |
| 6.                                                           | «Vega's Tactical»                                            | Джошуа Мослі & Девід Кейтс                                   | 6:12                                                         |
| 7.                                                           | «Hell of a Battle, Son»                                      | Джошуа Мослі & Девід Кейтс                                   | 1:20                                                         |
| 8.                                                           | «Terminus»                                                   | Джошуа Мослі & Девід Кейтс                                   | 2:04                                                         |
| 9.                                                           | «April»                                                      | Джошуа Мослі & Девід Кейтс                                   | 2:08                                                         |
| 10.                                                          | «The Mass Effect»                                            | Джошуа Мослі & Девід Кейтс                                   | 3:02                                                         |
| 11.                                                          | «Collectors»                                                 | Джошуа Мослі & Девід Кейтс                                   | 2:00                                                         |
| 12.                                                          | «Down the Sinkhole»                                          | Джошуа Мослі & Девід Кейтс                                   | 2:30                                                         |
| 13.                                                          | «The Cannon»                                                 | Джошуа Мослі & Девід Кейтс                                   | 3:23                                                         |
| 14.                                                          | «Collectors Carnage»                                         | Джошуа Мослі & Девід Кейтс                                   | 2:55                                                         |
| 15.                                                          | «A Spy Revealed»                                             | Джошуа Мослі & Девід Кейтс                                   | 1:30                                                         |
| 16.                                                          | «Enter Brood»                                                | Джошуа Мослі & Девід Кейтс                                   | 1:14                                                         |
| 17.                                                          | «Your Are James Vega» (sic)                                  | Джошуа Мослі & Девід Кейтс                                   | 1:10                                                         |
| 18.                                                          | «We Got Company»                                             | Джошуа Мослі & Девід Кейтс                                   | 4:47                                                         |
| 19.                                                          | «Nicky»                                                      | Джошуа Мослі & Девід Кейтс                                   | 0:52                                                         |
| 20.                                                          | «Lost Souls»                                                 | Джошуа Мослі & Девід Кейтс                                   | 1:46                                                         |
| 21.                                                          | «The Cure»                                                   | Джошуа Мослі & Девід Кейтс                                   | 2:11                                                         |
| 22.                                                          | «Ascension»                                                  | Джошуа Мослі & Девід Кейтс                                   | 3:08                                                         |
| 23.                                                          | «Collect This!»                                              | Джошуа Мослі & Девід Кейтс                                   | 2:38                                                         |
| 24.                                                          | «Paragon Is Lost»                                            | Джошуа Мослі & Девід Кейтс                                   | 3:33                                                         |
| 25.                                                          | «The Emergance of Vega» (sic)                                | Джошуа Мослі & Девід Кейтс                                   | 6:25                                                         |
| 26.                                                          | «A Leader Is Born»                                           | Джошуа Мослі & Девід Кейтс                                   | 0:47                                                         |
| 27.                                                          | «Warning Signs»                                              | The Anix                                                     | 3:24                                                         |
| 1:09:28                                                      |                                                              |                                                              |                                                              |

## Зв'язок з іграми
Події фільму починаються незадовго після загибелі корабля «Нормандія» і капітана Шепарда. Ліара Т'Соні фігурує в іграх як археолог, котра вірить в реальність загрози Женців, попри осуд з боку інших науковців. В Mass Effect 3 Джеймс Веґа входить до команди оживленого Шепарда і часом згадує свою службу на Фел Прайм. У 2185 році на планеті було встановлено пам'ятник загиблим.
Фінал фільму відбувається вже після подій Mass Effect 2, коли Шепард відшукав базу Колекціонерів та усунув загрозу з їхнього боку разом із будованим Женцем. Таким чином врятовані Джеймсом дані вже не мали значної цінності.